# Adam Słomka
Adam Andrzej Słomka (ur. 23 listopada 1964 w Cieszynie) – polski polityk, działacz opozycji demokratycznej w PRL, w latach 1991–2001 poseł na Sejm I, II i III kadencji. Kandydat na urząd prezydenta RP w wyborach w 2005.

## Życiorys

### PRL
Od początku lat 80. związany z Konfederacją Polski Niepodległej i jej organizacją młodzieżową. W stanie wojennym został internowany w sierpniu 1982, następnie w październiku 1982 tymczasowo aresztowany. Został wówczas skazany na karę 1 roku i 6 miesięcy pozbawienia wolności z warunkowym zawieszeniem na pięcioletni okres próby. Zwolniony w listopadzie 1982, następnie z powodów politycznych usunięto go ze szkoły średniej. W 1983 zatrudniony w chorzowskim Wojewódzkim Parku Kultury i Wypoczynku. W 1984 ukończył IX Liceum Ogólnokształcącgo im. Jana Kawalca w Katowicach.
W grudniu 1984 wybrany do rady politycznej KPN. W marcu 1985 ponownie tymczasowo aresztowany za działalność w Konfederacji Polski Niepodległej, następnie w tzw. drugim procesie KPN skazany na karę 2 lat i 6 miesięcy pozbawienia wolności. Zwolnienie uzyskał we wrześniu 1986. W tym samym roku matka Adama Słomki została potrącona śmiertelnie w centrum Katowic przez samochód, którym kierował Zygmunt Zygadło (zastępca komendanta wojewódzkiego MO, odpowiadający za SB). We wrześniu 1988 za udział w protestach w śląskich kopalniach Adam Słomka został skazany przez kolegium ds. wykroczeń na 3 tygodnie aresztu. Był jednym z organizatorów i przemawiających w czasie manifestacji 11 listopada 1988 w Katowicach, zaatakowanej przez funkcjonariuszy MO, ZOMO i SB. Do końca lat 80. współpracował z różnymi grupami opozycyjnymi, m.in. z Solidarnością Walczącą. Brał udział w redagowaniu i wydawaniu czasopism drugiego obiegu.
W 1989 kandydował z ramienia KPN w wyborach do Sejmu kontraktowego; otrzymał 9405 głosów (5,98%).

### III Rzeczpospolita
W 1990 został dziennikarzem „Trybuny Śląskiej” i legalnie już wydawanego „Konfederata Śląskiego”. Koordynował prowadzone przez działaczy KPN okupacje budynków zajmowanych przez PZPR i jej satelickie organizacje. W latach 1990–1994 zasiadał w radzie miejskiej Katowic. W 1991 objął funkcję wiceprzewodniczącego KPN.
W latach 1991–2001 sprawował mandat posła na Sejm I, II i III kadencji. Był wybierany w okręgach katowickich: nr 36 i nr 16. W 1991 i 1993 mandat uzyskiwał z listy KPN, zaś w 1997 z listy AWS. Brał udział w pracach m.in. Komisji Konstytucyjnej Zgromadzenia Narodowego oraz sejmowej Komisji Integracji Europejskiej. Reprezentował krajowy parlament w Zgromadzeniu Parlamentarnym Rady Europy.
Był inicjatorem powoływania ugrupowań wyborczych o nazwach podobnych do innych formacji – w 1993 zarejestrował Polską Unię Pracujących, a w 1997 zainicjował utworzenie Krajowego Porozumienia Emerytów i Rencistów Rzeczypospolitej Polskiej.
W 1996 zwołał kongres nadzwyczajny KPN, którego decyzje zostały sądownie unieważnione. Dokonał wówczas rozłamu w partii, powołując Konfederację Polski Niepodległej – Obóz Patriotyczny (przemianowaną w 1999 w KPN-Ojczyzna). Wprowadził KPN-OP do Akcji Wyborczej Solidarność, w której pełnił funkcję wiceprzewodniczącego. W 1998 został wykluczony z KP AWS za działania przeciwko rządowi Jerzego Buzka.
W 2000 ukończył pedagogikę pracy w Wyższej Szkole Pedagogicznej w Częstochowie. W tym samym roku po utracie przywództwa w KPN-Ojczyzna utworzył ponownie partię o nazwie KPN-OP. W 2001 znalazł się poza parlamentem, zaczął zawodowo zajmować się składaniem i naprawą komputerów.
Pozostał jednocześnie aktywnym politykiem, organizując różne inicjatywy polityczne i bez powodzenia kandydując w kolejnych wyborach. W wyborach do Parlamentu Europejskiego w 2004 zorganizował komitet Konfederacja Ruch Obrony Bezrobotnych; otwierał jego listę w okręgu śląskim. W wyborach parlamentarnych w 2005 kandydował do Sejmu w okręgu katowickim jako lider listy ugrupowania Polska Konfederacja – Godność i Praca. Zgłosił także swoją kandydaturę w wyborach prezydenckich w tym samym roku z ramienia Konfederacji Polski Niepodległej – Obóz Patriotyczny. Poparcia udzieliły mu Forum Przedsiębiorców Polskich, Krajowa Wspólnota Emerytów, Rencistów i Kombatantów, Ogólnopolski Ruch Obrony Bezrobotnych, Stronnictwo Polska Racja Stanu i Porozumienie Organizacji Niepodległościowych. Jego komitet wyborczy został zarejestrowany 18 lipca 2005. W wyborach zajął ostatnie (12.) miejsce z poparciem 8895 wyborców (0,06%). Kandydował także bezskutecznie w 2007 (z ramienia KPN-OP) i 2011 (z ramienia komitetu Konfederacja Godność i Praworządność) do Senatu, a w 2010 (z listy Polskiego Kierunku) i 2014 (z listy Oburzonych) do sejmiku śląskiego. W wyborach prezydenckich w 2010 był pełnomocnikiem wyborczym Kornela Morawieckiego. W 2018 kandydował bez powodzenia na radnego i prezydenta Katowic z ramienia komitetu Konfederacja – Ruch Kontroli Władzy, z poparciem Wolnych i Solidarnych (w głosowaniu na prezydenta zajął 5. miejsce wśród 7 kandydatów z wynikiem 1,79% głosów).
W 2022, po rozpoczęciu przez Rosję inwazji na Ukrainę, zorganizował grupę ochotników (która przyjęła nazwę Legion Polski), która w marcu tegoż roku udała się na Ukrainę w celu wsparcia wojsk ukraińskich i pomocy ludności cywilnej.

## Postępowania sądowe
W 2006 został tymczasowo aresztowany pod zarzutem kierowania zorganizowaną grupą dokonującą przestępstw przeciwko wyborom, według prokuratora miał kierować procederem fałszowania podpisów pod listami poparcia na potrzeby wyborów w 2005. Polityk nie przyznał się do sprawstwa, został zwolniony po kilkunastu dniach, gdy sąd okręgowy uwzględnił jego zażalenie. Śledztwo w tej sprawie trwało kilka lat, w 2011 przedstawiono mu ponownie zarzuty.
W 2010 prokurator zarzucił Adamowi Słomce nakłanianie do pobicia sędziego. Polityk miał tego dokonać w 2008 w jednostce penitencjarnej, w której został osadzony na kilkanaście dni z uwagi na nieusprawiedliwione niestawiennictwo na rozprawie w innym postępowaniu cywilnym. W toku procesu karnego Adam Słomka również nie stawiał się na rozprawy i zarządzone badania sądowo-psychiatryczne, co skutkowało tymczasowym aresztowaniem na 14 dni i poszukiwaniem go listem gończym. W sprawie tej w 2015 Adam Słomka został prawomocnie uniewinniony.
W 2012 Sąd Okręgowy w Warszawie ukarał go karą porządkową 14 dni pozbawienia wolności za naruszenie powagi i porządku czynności sądowych przed ogłoszeniem wyroku w sprawie inicjatorów stanu wojennego. 6 grudnia 2018 Europejski Trybunał Praw Człowieka w Strasburgu wydał wyrok stwierdzający naruszenie przez Polskę w tej sprawie art. 6 (prawa do rzetelnego procesu) i art. 10 (wolności słowa) EKPC. W procesie przed trybunałem Adama Słomkę reprezentował senator KP PiS Zbigniew Cichoń.